# Rob Chapman (journaliste)
Pour les articles homonymes, voir Rob Chapman.
Rob Chapman (né en 1954 à Sandy (Bedfordshire), Angleterre) est un musicien, journaliste et écrivain anglais.

## Musicien
- Les Glaxo Babies sont un groupe post-punk de Bristol[1], formé fin 1977 par Tom Nichols (basse), Dan Catsis (guitare) et Geoff Alsopp (batterie) ; en novembre 1977, à la suite d'une annonce qu'il a passé dans Sounds et le New Musical Express, Rob Chapman les rejoint en tant que chanteur[2]. Le groupe a signé sur le label local Heartbeat Records (distribué par Cherry Red). Pour la compilation "Avon Calling", ils changent de nom à la demande la compagnie pharmaceutique Glaxo Wellcome, le transformant en « Gl*xo Babies ». Début 1979, ils sont rejoints par Tony Wrafter (saxophone) et en mai Charlie Llewellin remplace Geoff Alsopp à la batterie.

En juin 1979, Rob Chapman quitte le groupe, pendant l'enregistrement d'un album, où il n'a participé qu'à une partie des sessions. Le groupe continue mais se sépare en 1980, avant la sortie d'un deuxième album. Ils ont eu trois entrées dans les charts indépendants anglais dont une place de huitième pendant sept semaines en 1980 pour l'album Nine Months to the Disco en 1980.
À l'été 1985, Rob Chapman, Dan Catsis et Charlie Llewellin se retrouvent pour enregistrer de temps en temps jusqu'en 1990. Certains des morceaux enregistrés seront repris sur la compilation “The Porlock Factor: Psych Dreams and Other Schemes 1985-1990” sortie par Cherry Red Records en 2007.
- Les Transmitters sont un groupe de musique rock alternative anglais, formé à Ealing, en 1977[4]. Leur premier 45 tours et leur premier album sont sortis en 1978. Rob Chapman les rejoint au chant (à la place de Tim Whelan) pour leur seconde incarnation en 1981 : Sam Dodson (guitare), Sid Wells (basse), Dave Baby (saxophone)et Julian Treasure (batterie). Ils enregistrent la deuxième "Peel Session" du groupe pour Radio One et son deuxième album.

De 1982 à 1989, le groupe connaît diverses incarnations, Tim Whelan remplaçant à nouveau Rob Chapman au chant, tout comme pour le concert de réunion du 30 mars 2007 au The Inn on the Green (Ladbroke Grove, West London, Londres).

## Journalisme, radio, littérature
À partir de 1994, Chapman est journaliste musical indépendant principalement pour Mojo Magazine, mais aussi les journaux The Times, The Guardian, The Independent on Sunday, Uncut et Word magazine notamment. Il écrit les notes de pochettes de disques comme ceux de The Last Poets ou John Fahey.
Il participe à de nombreuses émissions de la radio publique anglaise.
En 2010, il écrit une biographie de Syd Barrett, Syd Barrett : A Very Irregular Head, qui reçoit un bon accueil critique, qualifiée par le spécialiste du psychédélisme Julian Cope de "Very excellent".
Rob Chapman écrit aussi un roman, Dusk Music, qui conte la vie d'un "guitar-hero" de fiction.

## Enseignant
Rob Chapman est titulaire d'un baccalauréat ès Arts avec distinction de la Bristol Polytechnic (1978), d'un Professional Graduate Certificate in Education (Further Education) du Garnett College de Roehampton (1980) et d'un Master of Philosophy de "Mass Communications" de l'Université de Leicester.
Il est actuellement "Senior Lecturer in Music Journalism" à l'Université d'Huddersfield et enseigne dans le domaine des médias alternatifs (presse underground, radio pirates, free festival movement).

### Discographie

#### Chant, avec les Glaxo Babies
- This Is Your Life, Maxi 45 t, Heartbeat Records, 1979
- Christine Keeler, 45 t, Heartbeat Records, 1979
- Compilation, Avon Calling - The Bristol Compilation, 33 t, Heartbeat Records, 1979 ("It's Irrational"); 2xCD, Cherry Red, 2005 ("It's Irrational", "This Is Your Life", "Who Killed Bruce Lee?", "Christine Keeler", "Nova Bossa Nova")
- Compilation, Labels Unlimited - The Second Record Collection, 33 t, Cherry Red, 1979. ("Who Killed Bruce Lee?")
- Enregistrement de The Glaxo Babies, Peel session, 17/04/1979, BBC Radio One, diffusion 26/04/1979. (Guitare rythmique et chant; "It's Irrational", "Who Killed Bruce Lee?", "Burning", "She Went To Pieces").
- Put Me On The Guest List, 33 t, RTC/Heartbeat Records, 1980; CD, Birdsong/Hayabusa Landings (J), 2007
- Dreams Interrupted : The Bewilderbeat Years 1978-1980, CD-Compilation, Cherry Red, 2006
- The Porlock Factor : Psych Dreams and Other Schemes 1985-1990, CD-Compilation, Cherry Red, 2007

#### Chant, avec les Transmitters
- And We Call That Leisure Time, 33 t, Heartbeat Records, 1981; CD, Birdsong (J), 2007
- Enregistrement de Transmitters, Peel session, 22/07/1981, BBC Radio One, diffusion 29/07/1981[10]. (Chant; "Joan Of Arc", "Love Factory", "Dance Craze", "Voodoo Woman In Death Plunge/ The Rent Girls Are Coming")

#### Compilateur
- Paisley Pop (Pye Psych [& Other Colours] 1966-1969, CD-compilation, Sequel Records, 1992

#### Articles universitaires
- Rob Chapman, "I Have Seen the Madness in my Area", in Messing Up The Paintwork : A Conference on the Aesthetics and Politics of Mark E. Smith and the Fall, 9 mai 2008, University of Salford.
- Rob Chapman, "Stream of Consciousmess", in The Art School Dance : Art into Pop, Pop into Art, 21-22 septembre 2007, Tate Liverpool.